# Hamadryas laodamia
Hamadryas laodamia é uma borboleta neotropical, de colorido escuro com pintas azuis claro, em padrão de chita, e hábitos bastante peculiares no adulto.
É inseto típico de florestas, sendo localizado do México à América do Sul.

## Comportamento adulto
Como parte das demais Hamadryas, a H. laodamia macho é territorial e, quando adulto, coloca-se em tronco de árvore numa altura de cerca de dois metros, onde espera a presença de eventual parceira. Bastante atento às presenças circundantes, o inseto se retira à menor perturbação e retorna quando percebe que a eventual ameaça tenha se retirado, descendo aos poucos à posição original. Fica com a cabeça voltada para baixo, e as asas coladas ao tronco, ficando assim por longos períodos, sendo raramente avistado longe dos troncos.
Quando decola produz um som similar ao de bacon sendo fritado, provocado por um par de hastes espinhosas localizadas na ponta do abdome, que se chocam contra clásperes anais; embora apenas os machos produzam este ruído, os dois sexos são capazes de detectá-lo através de células ocas recobertas por membranas presentes nas asas e que vibram ao som, estimulando terminações nervosas e possibilitando sua percepção; a finalidade deste barulho não é conhecida, mas é provável que sirva para demarcar o território, avisando outros machos competidores, ou também para despertar o interesse inicial da fêmea durante a corte amorosa.
Os adultos se alimentam de frutas apodrecidas, embora esporadicamente se abasteçam de água mineralizada, e até do suor humano; é ativa do nascer ao pôr do sol.